# Сражение на Пичтри-Крик
Сражение на Пичтри-Крик (англ. Battle of Peachtree Creek), было одним из сражений Атлантской кампании американской гражданской войны, первое сражение Теннессийской армии Юга после того, как 17 июля командование принял Джон Белл Худ. Оно произошло 20 июля 1864 года севернее города Атланта. Худ рассчитывал атакой двух корпусов загнать Камберлендскую армию Севера в угол, образованный реками Чаттахучи и Пичтри-Крик, и разбить её, после чего переключиться на остальные корпуса армии Уильяма Шермана. Однако, несмотря на почти равное соотношение сил и благоприятные обстоятельства, атака корпусов Худа была отбита. Одновременно возникла угроза Атланте с востока, что заставило Худа перебрасывать армию на новое направление, и это привело к сражению при Атланте через два дня.

## Название
Сражение произошло к югу от реки Пичтри-Крик (Peachtree Creek), которое можно перевести как Ручей персикового дерева, но в реальности название пришло от индейцев и происходило от названия гигантской сосны жёсткой (pitch pine или pitch tree), которая некогда росла на его берегах. Два ручья, Пичтри-Северный и Пичтри-Южный, сливались северо-восточнее Атланты и образовывали основной ручей, который тёк на запад и впадал в реку Чаттахучи около железнодорожного моста. Реку пересекала дорога Пичтри-Роуд, которая вела в Атланту и там превращалась в Пичтри-Стрит, главную улицу города. В романе Маргарет Митчелл «Унесённые ветром» в переводе Т. Озерской улица названа Персиковой: «Скарлетт увидела красные кирпичные стены и шиферную крышу дома мисс Питтипэт. Дом стоял на отшибе, на северной окраине города. За ним Персиковая улица, сужаясь, превращалась в тропу, вьющуюся между высоченными деревьями, и скрывалась из глаз в тихой чаще леса». Само сражение в русских переводах романа названо сражением у Персикового ручья: «Генерал Худ не только сражался и не отступал. Он поднял свои серые цепочки из окопов у Персикового ручья и бросил в яростную атаку на вдвое превосходящие по численности синие мундиры Шермана».

## Предыстория

### Отступление Джонстона

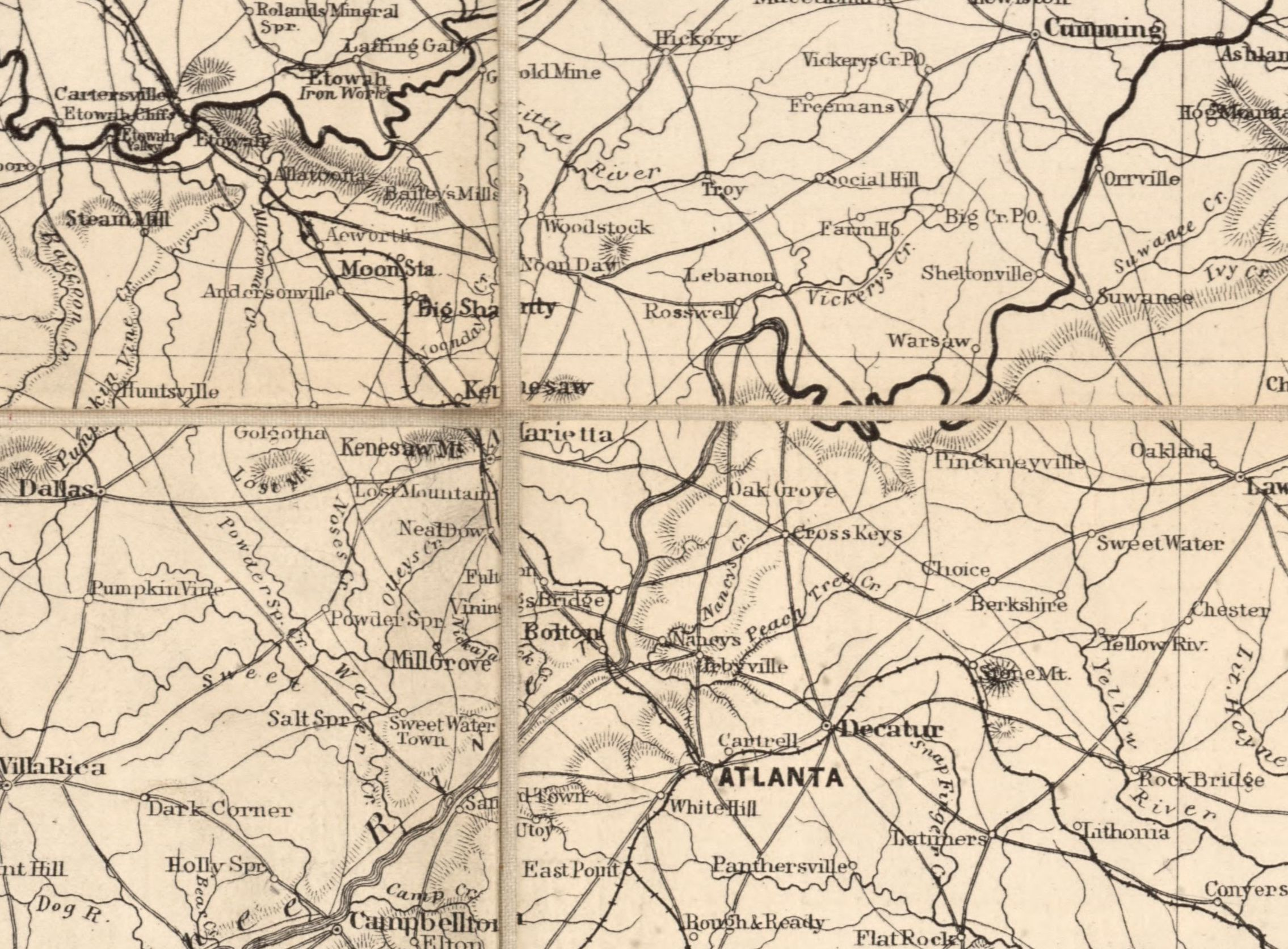
Северо-запад Джорджии в 1860-х годах.

Вечером 30 июня 1864 года Теннессийская армия южан генерала Джозефа Джонстона покинула позиции на горе Кеннесо и отступила на новую линию обороны в шести милях к югу от Мариетты. Но уже вечером 4 июля Джонстон был вынужден оставить эту позицию и отступить к так называемой Речной линии, которую возвёл генерал Фрэнсис Шуп около железнодорожного моста через реку Чаттахучи. Шуп был уверен, что одна дивизия сможет удерживать эту позицию против всей армии Шермана, а остальная армия Джонстона сможет свободно маневрировать. Шерман начал искать способы обойти эту новую линию; вечером 7 июля федеральный генерал Джон Скофилд доложил, что обнаружил доступную переправу через Чаттахучи выше по течению относительно железнодорожного моста.
8 июля в 15:30 первые подразделения XXIII корпуса генерала Скофилда переправились через Чаттахучи. Джонстон узнал об этом в полночь. Эта новость стала для него неожиданностью, он предполагал, что Шерман перейдёт реку ниже по течению, чтобы отрезать Атланту от Алабамы. Он велел кавалерии Уилера следить за противником и задерживать его продвижение. К вечеру 9 июля, узнав о размере войск Скофилда, Джонстон приказал армии покинуть Речную линию и отойти за Чаттахучи. Таким образом, Шерман преодолел последнее естественное препятствие и был близок к захвату Атланты, которая являлась целью его кампании. Теперь он планировал переместить корпус Макферсона на восток от Атланты, к Стоун-Маунтин и Декейтеру, а Скофилда и Томаса послать на Атланту с северного направления. Если Джонстон попытается остановить Макферсона, то он откроет Атланту, а если будет оборонять Атланту, то позволит Макферсону разрушить железную дорогу Атланта-Огаста. 16 июля Шерман ждал возвращение кавалерии Стоунмана из рейда, а к этому времени были построены все мосты через Чаттахучи и его корпуса ожидали начала переправы.

### Смена командования
Вечером 10 июля президент Джефферсон Дэвис получил от Джонстона телеграмму, в которой тот сообщал о переправе противника через Чаттахучи и о том, что он отступает за реку. К этому времени за отставку Джонстона высказывались и члены кабинета, и многие конгрессмены, но президент не знал, кем заменить Джонстона. Чтобы выяснить состояние армии он послал в Атланту Брэкстона Брэгга. Утром 12 июля Дэвис получил телеграмму Джонстона от 11 июля, в которой тот советовал эвакуировать лагерь военнопленных Андерсонвилл, и это означало, что он готов сдать Атланту. Утром 15 июля Брэгг доложил президенту, что у Джонстона всё ещё нет плана действий, что генерал Уильям Харди явно не подходит на роль командира армии, и что генерал Худ пусть и не гений и не великий генерал, но он лучше всех доступных альтернатив. Историк Альберт Кэстел писал, что Брэгг и Худ очевидно сговорились сместить Джонстона и сделать командиром армии Худа.
Но Дэвис решил дать Джонстону последний шанс. 16 июля он отправил ему телеграмму, в которой сообщил, что федералы перерезали дорогу на Огасту и спрашивал, что Джонстон думает с этим делать. Джонстон знал, что президент думает о его смещении, но на явный призыв Дэвиса к действию он ответил, что армии стоит находиться в обороне, что его планы зависят от действий противника и состоят в основном в наблюдении за ним. Президент получил этот ответ утром 17 июля и принял окончательное решение. Днём генерал Сэмуэль Купер отправил Джонстону телеграмму, в которой сообщил, что Джон Белл Худ получил временное звание полного генерала, что Джонстон не смог остановить Шермана и явно не готов побеждать его в будущем, поэтому он отстраняется от командования Армией департамента Теннесси и должен сдать её Худу.
В Теннессийской армии негативно восприняли смену командования. Об отставке Джонстона сожалели все генералы, кроме Уилера. «Он храбр, — писал о Худе генерал Уокер, — но если ли у него способности управлять армиями (а это требует очень больших талантов), это покажет время». Рядовые тоже были разочарованы отставкой Джонстона, они верили, что у его отступлений были причины, и что его противник был гораздо сильнее. Им казалось, что он следует правильной тактике, и сумел нанести противнику большой урон.
Приняв командование армией, Худ передал свой корпус (по совету Харди) под командование генералу Бенжамину Читему. Это означало, что в предстоящем сражении у армии будет новый главнокомандующий, у двух корпусов новые корпусные командиры, а третий командир, Харди, будет уязвлён назначением Худа, который был гораздо его младше по возрасту
Впоследствии в своих мемуарах Джонстон утверждал, что у него был план спасения Атланты, и что он мог бы удерживать Атланту вечно. Историки, симпатизировавшие Джонстону писали, что «меч был вырван из его рук» в тот самый момент, когда он готовился нанести противнику сокрушительный удар, а именно, атаковать его при переправе через Пичтри-Крик. Но на прямой запрос президента он не рассказал об этом плане, или о любом другом, а сказал только, что намерен наблюдать за противником

### Планы генерала Худа
17 июля корпуса Камберленской армии начали переправу через Чаттахучи, а к вечеру 18 июля IV корпус, наступавший в авангарде армии, достиг городка Бакхед, который находился в двух милях от реки Пичтри-Крик. В это время корпус Скофилда находился в трёх милях восточнее. Весь день федералы встречали только слабое сопротивление кавалерии. Вечером Шерман сообщил в Вашингтон, что завтра намерен совершить решительный рывок к Атланте, наступая на город одновременно с севера и востока. Он предполагал, что если его атакуют, то это произойдёт где-то к югу от Пичтри-Крик. Он начал подозревать, что южане намерены сдать Атланту без боя.
19 июля стало первым днём командования Джона Худа. Всего в его распоряжении было 55 000 человек — Теннессийская армия — на позициях к югу от Пичтри-Крик, от реки Чаттахучи до Пичтри-роуд. Корпус Александра Стюарта стоял на левом фланге, корпус Харди в центре, а корпус Читема на правом фланге. Кавалерия Уилера прикрывала подходы к городу с востока. В тот день Худ узнал, что Томас начал переходить Пичтри-Крик, а Макферсон и Скофилд приближаются к Декейтеру. Это означало, что Шерман допустил ошибку и его армия оказалась в положении, когда одно её крыло не может поддержать другое. Он решил бросить в атаку корпуса Стюарта и Харди, чтобы они ударили по армии Томаса, когда тот уже перейдёт реку, но ещё не успеет окопаться. В случае успеха, Камберлендская армия была бы зажата между реками Чаттахучи и Пичтри-Крик, что привело бы к её капитуляции или уничтожению. Одновременно корпус Читема сдерживал бы продвижение противника у Декейтера.
В это время дивизии Дэвиса, Гири и Вуда действительно перешли Пичтри-Крик, но Худ ошибался на счёт Скофилда и Макферсона: они не приближались к Декейтеру, а уже вошли в него и оказались в шести милях от Атланты. План Худа строился на том, что Атланте пока ничего не угрожает с востока, но это было не так.
В этот день Шерман уже знал, что Худ поставлен во главе армии и понимал, что тот может его атаковать, и догадывался, что тот захочет воспользоваться разрывом между крыльями его армии. Но ему казалось, что Худ атакует Макферсона и Скофилда, чьи силы были слабее, и которые располагались дальше от своих баз. Поэтому он настаивал, чтобы Томас как можно быстрее переходил Пичтри-Крик и был готов помочь левому крылу армии. Он приказал ему сместить корпус Ховарда на юго-восток и закрыть разрыв. В 20:00 Томас сообщил, что выполнил все инструкции, и Шерман велел ему двигаться к Атланте утром 20 июля, предупреждая, что если Худ атакует Макферсона, Ховарда, и Скофилда, а те смогут отбиться, то в этом случае Томас сможет без помех войти в Атланту. Таким образом, к вечеру 19 июля Шерман и Худ строили свои планы на ошибочных предположениях.
В полночь Худ собрал в своём штабе на Пичтри-роуд корпусных командиров и объяснил им задачу. Атака должна была начаться в 13:00, первым наступали дивизии корпуса Харди от правой к левой, затем дивизии корпуса Стюарта. Требовалось прижать противника к реке и разгромить. Каждый корпус должен был держать одну дивизию в резерве для развития атаки. Корпус Читема будет охранять правый фланг Харди, прикрывать подходы к Атланте и не давать Макферсону и Скофилду перебрасывать войска на помощь Томасу. Ополченцы генерала Смита должны удерживать укрепления на восточной окраине города. Худ спросил командиров, хорошо ли они поняли свою задачу, и они подтвердили это. Худ сообщил, что противник может оказаться в наскоро построенных укреплениях или в процессе их возведения, и в этом случае он будет уязвим, поэтому важно решительно атаковать эти позиции, возможно даже штыками. Харди и Стюарт подтвердили, что правильно поняли командующего.
План Худа выглядел вполне реалистичным; он подразумевал, что семь дивизий будут брошены на четыре федеральных дивизии, стоящие на открытой местности. Но у него были слабые места: Худ собирался атаковать самую крупную армию (Камберлендскую), которая находилась под командованием Томаса, который был знаменит своими оборонительными сражениями. И если армия Шермана была слишком растянута, то и позиции армии Худа уже растянулись на 6 миль, а обстоятельства могли потребовать рассредоточить их и ещё дальше.

## Сражение
Утром 20 июля корпуса армии Томаса завершили переправу через Пичтри-Крик; XX корпус Хукера последним переходил реку и разворачивался на позиции. Томас оказался именно там, где и рассчитывал Худ, но под Декейтером события пошли не по плану: в 10:00 Худ узнал, что корпус Логана наступает по Декейтерской дороге при поддержке корпусов Доджа, Скофилда и Блэра, и лишь 2500 кавалеристов Уилера стоят между ними и Атлантой. Худ сразу приказал корпусу Читема сместиться на милю к югу (вправо), чтобы прикрыть Декейтерскую дорогу. Чтобы он не отрывался от Харди и Стюарта, Худ велел им обоим сместиться на полмили вправо. Он так же порекомендовал Харди поддерживать связь с Читемом, вероятно имея в виду цепь пикетов. Полагая, что манёвр не отнимет много времени, Худ ожидал начала атаки в 13:00.
Но события стали развиваться не по плану. По какой-то причине Читем задержался с перемещением, а когда всё же начал, то сместился не на милю, а сразу на две. Харди обнаружил, что он не может сместиться на полмили, и одновременно поддерживать связь с Читемом, пусть даже и пикетной цепью. Он не стал советоваться с Худом, а сразу решил последовать за Читемом, и в 13:00 начал смещение. Это обеспокоило Стюарта, который полагал, что уже поздно менять позицию и надо атаковать прямо сейчас, пока противник только выходит на позицию. Он попросил Худа остановить Харди, но Худ не отреагировал на его запрос. Вероятно, он копировал генерала Ли, который объяснял корпусным командирам задачу, а затем полагался на их самостоятельность. Или же он думал, что Харди опытный командир и знает, что делает. Таким образом, наступило 13:00, а потом и 14:00, а корпуса продолжали перемещаться.
В это время дивизии Ньютона и Гири продолжали не спеша наступать на юг. Гири вышел к гряде, которая тянулась с востока на запад вдоль Кольерской дороги и занял там позицию. Ньютон двигался левее, прямо по Пичтри-Роуд, и вышел к восточной оконечности той же гряды. Он развернул бригаду Блейка слева от дороги, бригаду Кимбалла справа, а бригаду Брэдли (бывшую бригаду Харкера) оставил в резерве. Историк Альберт Кэстел писал, что это говорит о том, что Ньютон не утратил тех способностей к построению обороны, которые он продемонстрировал годом ранее, когда командовал корпусом под Геттисбергом. На этой позиции он стал ждать, пока дивизия Уильяма Уорда встанет от него справа. Томас решил не продвигаться дальше, пока XVI корпус не прикроет его правый фланг, но генерал Палмер, командир корпуса, потребовал, чтобы вперёд пошёл корпус Хукера.
Было почти 15:00, когда Харди прекратил смещение вправо. Теперь дивизия Бейта стояла на правом фланге его корпуса, восточнее Пичтри-Роуд, а дивизия Уокера в центре, прямо поперёк дороги. Дивизия Мэни (бывшая дивизия Читема) стояла на левом фланге, а дивизия Клейберна оставалась в резерве. Левее стояли дивизии корпуса Стюарта: дивизия Лоринга, а за ней дивизия Уолталла. Дивизия Френча стояла в резерве позади позиций Уолталла. Стюарт был вынужден отправить две бригады на прикрытие левого фланга армии, поэтому его передовые дивизии имели всего по две бригады. Командиры корпуса Стюарта объяснили рядовым их задачу, и предупредили, что укрепления надо брать решительной атакой. Неизвестно, прозвучали ли такие же слова в корпусе Харди. Худ впоследствии говорил, что Харди велел рядовым «остерегаться укреплений», но это маловероятно. 

### Атака корпуса Харди

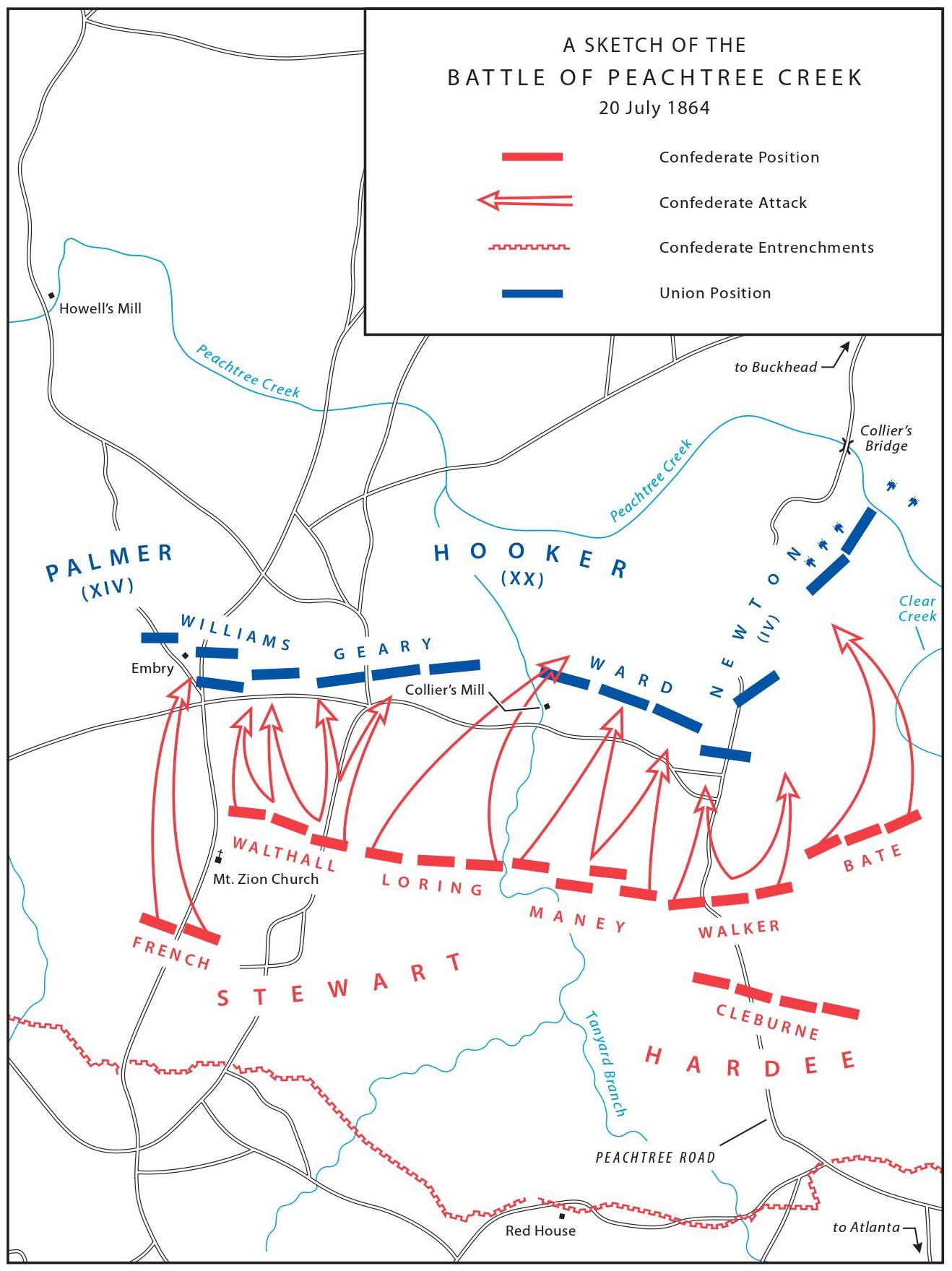
Сражение при Пичтри-Крик

В 16:00, с опозданием на три часа, генерал Харди приказал начать атаку. Смещение вправо некоторым образом улучшило положение его корпуса: если бы он наступал, как было запланировано, его правому флангу угрожали бы дивизии Ньютона и Уорда. Теперь же Харди мог бросить все свои 15 000 человек против 3 200 человек дивизии Ньютона. Со времён сражения при Чикамоге Теннессийской армии не выпадало такого удачного шанса. Дивизия Бейта наступала первой. В теории Бейт мог легко обойти левый фланг Ньютона, атаковать его с тыла, и федеральная оборона начала бы рушиться. Но никто не занимался разведкой, и Бейт знал только то, что противник находится где-то впереди. Его дивизия оказалась далеко от позиций Ньютона и наступала по густым зарослям, которые не позволяли ориентироваться на местности. Бейт встретил только отдельные пикеты, попал под огонь орудий и отступил, практически не приняв участия в сражении.
Дивизия Уокера наступала прямо по Пичтри-Роуд. Джорджианская бригада Стивенса бросилась в атаку, потом во вторую, но всякий раз её останавливал винтовочный огонь. Сам генерал Стивенс получил пулевое попадание в голову и упал с коня перед позициями 40-го Индианского полка. Бригада Джиста сумела обойти фланг Ньютона, соединиться с кентуккийской бригадой Льюиса из дивизии Бейта и приблизиться к мосту через Пичтри-Крик. Если бы они смогли захватить мост, то дивизия Ньютона была бы отрезана от тыла, но у моста стояли шесть орудий, которые открыли огонь по наступающим и обратили их в бегство. Бригада Бредли выстроилась вдоль дороги и нанесла отступающим дополнительный урон. Этим отступлением завершилась атака Уокера.
Левее Уокера наступала дивизия Джорджа Мэни. Бригады Воуна и Картера двинулись вперёд, а бригады Стрэла и Фрэнсиса Уокера остались в резерве. Приблизившись к лесу они остановились и выслали вперёд стрелковую цепь, чтобы узнать, что находится в лесу и нет ли там укреплений. Этим наступление дивизии и ограничилось.
Историк Рассел Бондс писал, что Мэни был опытным командиром, участником боёв при Перревилле, Чикамоге и Чаттануге, его дивизия насчитывала 4500 человек, в основном теннессийцев, ветеранов многих сражений, и от них можно было ожидать агрессивной атаки, но они её так и не начали по неизвестной причине. Ни Мэни, ни его бригадные генералы не предоставили рапорта с объяснением произошедшего, поэтому Худ считал виноватым в основном Харди, как командира корпуса.

### Атака корпуса Стюарта
Наступление корпуса Стюарта шло более успешно. Миссисипская бригада Фетерстоуна заметила разрыв между дивизиями Ньютона и Гири, перешла ручей Эрли-Крик и выбила стрелковую цепь дивизии Уорда с высот. Бригада Томаса Скотта захватила небольшую высоту перед позицией Гири, захватила в плен много рядовых 33-го Нью-Джерсийского полка, а затем сумела прорваться в тыл бригадам Кэнди и Джонса, из-за чего те в панике отступили, бросив батарею из 4-х орудий. Но так как дивизия Мэни отставала, то федеральная дивизия Уорда по своей инициативе бросилась вперёд, остановила бригаду Фетерстоуна, а затем, в ходе ожесточённого боя, отбросила её назад. В то же время резервная бригада Гири (бригада Дэвида Ирланда) контратаковала бригаду Скотта и вынудила её отступить. В это время генерал Хукер лично привёл в порядок бегущие бригады Кэнди и Джонса.
Рассел Бондс писал, что генерал Уорд был известен в армии как «армейский Фальстаф», он отличался нерешительностью и склонностью к алкоголю, но в данном случае его спасли талантливые подчинённые, главным образом Джон Коберн и Бенджамин Гаррисон. Уорду было приказано стоять между Ньютоном и Гири, немного позади, но Коберн и Гаррисон по личной инициативе выдвинули дивизию вперёд, на одну линию с соседними дивизиями. Южане упорно сопротивлялись этому наступлению, но не смогли его остановить. Гаррисон назвал это наступление ключевым боем всего сражения.
Дивизия Уолталла наступала последней, когда эффект внезапности был утрачен. Её удар пришёлся в основном на дивизию Альфеуса Уильямса. Тот уже слышал явные признаки общего наступления, поэтому выдвинул вперёд бригады Робинсона и Кнайпа, но они строились в таком густом кустарнике, что дивизии Уолталла удалось приблизиться к ним почти вплотную, после чего дала залп и завязалась рукопашная. Бригада О'Нила прорвалась на левом фланге Уильямса, а арканзасская бригада Рейнольдса на правом, но южане попали под сильный огонь артиллерии, после чего втянулись в долгий бой, в ходе которого противник постепенно обошёл их с флангов и вынудил отступить. В этом бою погиб Уильям Престон, шеф артиллерии корпуса и брат невесты Худа.
Был уже конец дня, но Лоринг полагал, что ещё есть время сбросить противника в реку. Он сообщил Стюарту, что готов атаковать снова, если его усилят и если корпус Харди поддержит атаку. Стюарт передал ему бригаду Джона Адамса. Харди, узнав о намерениях Лоринга, решил ввести в бой дивизию Клейберна, но в этот самый момент Худ сообщил, что Уилеру срочно нужны подкрепления. Харди отменил атаку Клейберна и велел ему идти на восточную окраину Атланты на помощь Уилеру. В это время Ньютон успел усовершенствовать свои укрепления, поэтому атака Клейберна, если бы началась, привела бы к большим потерям, едва ли дала бы результаты, но и в случае успеха, уже не оставалось бы времени на её развитие.

## Последствия

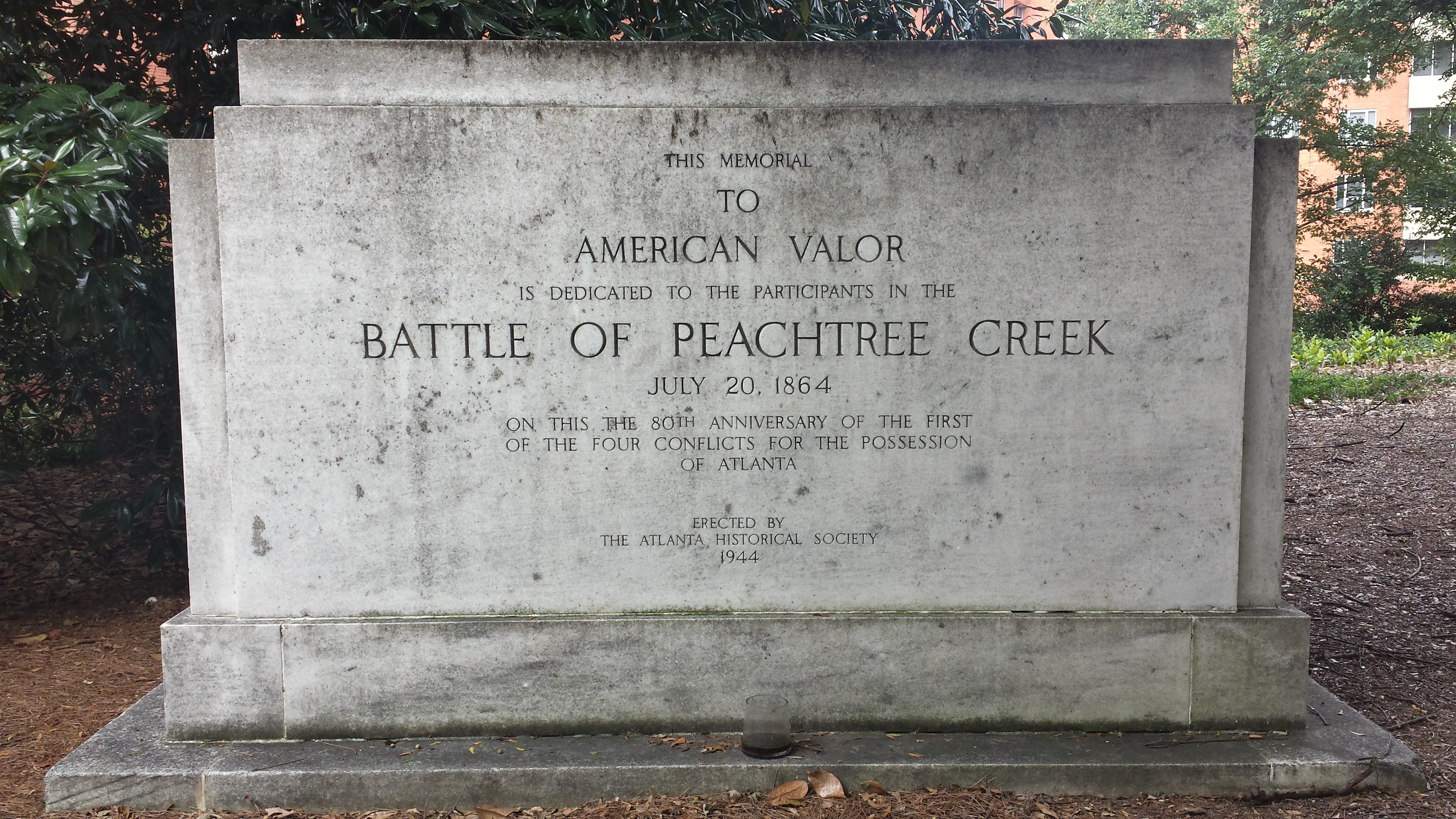
Мемориальная плита у Атлантского госпиталя.

Худ был вынужден прекратить сражение, поскольку Теннессийская армия Макферсона уже приближалась к Атланте с востока. Она двигалась по Декейтерской дороге и в 13:00 была уже в 2,5 милях от центра города. Здесь 20-фунтовый «Паррот» сделал три выстрела по городу. Корпус Читема был сильно растянут, но всё равно не дотягивал до Декейтерской дороги. На пути Макферсона оставалась только кавалерия Уилера. Но главным препятствием, по словам Альберта Кэстела, стал сам Макферсон: он был согласен с Шерманом в том, что главный бой за Атланту произойдёт на его фронте. Поэтому вместо решительного рывка он остановился и стал разворачиваться в боевую линию. Корпус Логана встал в центре на дороге, дивизия корпуса Доджа справа и корпус Блэра слева. На это ушёл весь день, а потом Макферсон решил, что скоро стемнеет и перенёс наступление на следующий день. Точно так же как 9 мая он подошёл к Ресаке, но не решился ворваться в неё, точно так же теперь он был в двух шагах от Атланты, но думал больше об обороне, чем о наступлении.
Шерман провёл весь день со Скофилдом, всего в двух или трёх милях от сражения, но не слышал звуков боя и не догадывался о его начале. Но он слышал стрельбу на фронте Макферсона и был убеждён, что противник концентрируется именно там. Ещё в 20:00 в письме Макферсону он сожалел, что Томас наступает слишком медленно и упускает хороший шанс ворваться в Атланту без боя. Только в полночь он получил донесение Томаса от 18:15 и понял, что ошибался относительно главного удара.
Армия Макферсона в это время медленно наступала на Атланту с XVII корпусом генерала Блэра в авангарде. Корпус вышел к высоте Бальд-Хилл, которую удерживал небольшой отряд кавалерии южан, и Блэр велел дивизии Грешама захватить высоту. Атака была отбита, и это заставило Макферсона действовать осторожно, поэтому он отложил наступление до утра. Осознав, что Атланта ничем не прикрыта с восточного направления, Худ срочно перебросил туда дивизию Патрика Клейберна численностью около 4000 человек. 
Попытка разбить Томаса на Пичтри-Крик не удалась, но она приостановила продвижение Томаса. Макферсон же был опасно близко к Атланте, его артиллерия уже добивала до города, он уже захватил железную дорогу на Огасту и вполне мог сместиться ещё дальше влево (на юг), чтобы захватить Мэйконскую дорогу и тем полностью отрезать Атланту от снабжения. Против этой угрозы надо было что-о предпринимать. Днём 21 июля Худ узнал, что корпус Макферсона стоит хоть и близко к Атланте, но с открытым левым флангом. Худ решил атаковать этот фланг, что и привело к сражению при Атланте 22 июля.
Само сражение на Пичтри-Крик оказалось в тени последующих боёв и было почти забыто. В нём погибло больше людей, чем в сражении у горы Кеннесо, но поле боя не было никак отмечено, не было создано национального парка и не было построено здания туристической информации. О нём не было написано книг (по словам Бондса 2010 года), и лишь несколько памятников было установлено, включая мемориальную плиту на лужайке у Атлантского госпиталя. Леса вдоль Пичтри-Крик были отданы под частную застройку, а там, где наступала армия южан, было проложено межштатное шоссе, которое изменило рельеф местности до полной неузнаваемости, и сейчас почти невозможно восстановить точное направление атак или изобразить их на карте.

### Потери
В этом сражении почти все потери пришлись на XX корпус Хукера; дивизия Альфеуса Уильямса потеряла 627 человек, в основном в бригадах Робинсона и Кнайпа. Уильямс впоследствии жаловался, что его дивизия сократилась до размера бригады. Дивизия Уорда потеряла 561 человека. Дивизия Гири потеряла 476 человек, из них 164 пленными, и почти половина всех потерь пришлась на бригаду Дэвида Ирланда. Дивизия Ньютона потеряла необычайно мало, всего 102 человека. Дивизия Джонстона потеряла 80 или 100 человек, из них половина пришлась на потери 104-го Иллинойсского полка. Общие потери федеральной армии составили 1900 человек, примерно 10% от всех сил, задействованных в сражении.
Потери армии Конфедерации известны приблизительно, потому что уцелели только рапорты корпуса Стюарта. В этом корпусе было потеряно чуть более 1400 человек: 1062 в дивизии Лоринга и 344 в дивизии Уолталла. Дивизия Френча участвовала только в перестрелке на большой дистанции и потеряла 19 человек. В корпусе Харди известны только потери дивизии Мэни: 277 убитых и раненых (без указания количества пленных). Почти все эти потери пришлись на бригады Воуна и Картера. Дивизии Бейта и Клейберна не были серьёзно задействованы в бою, и только две бригады дивизии Уокера и две из дивизии Мэни были задействованы, поэтому можно допустить что Харди потерял примерно 1000 человек, в основном за счёт потерь бригады Стивенса, где в 66-м Джорджианском уцелела четверть полка, а в 1-м Джорджианском только половина. Таким образом, общие потери южан можно оценить в 2 500 человек. Это примерно 10% от численности корпусов Харди и Стюарта. 
После сражения многие историки оценивали потери Юга в 4796 человек, основываясь на сильно преувеличенной оценке Шермана. Так, Encyclopedia of the American Civil War 2000 года оценивает потери южан в 4800 человек. 
Бригада Фетерстона, которая атаковала позиции дивизии Джона Гири, потеряла половину своего состава. Фетерстон потерял всех полковых командиров, кроме одного. Сам Гири писал, что сражение на его участке было исключительно ожесточённым и напомнило ему бои под Геттисбергом.

### Оценки
В первые дни после сражения северная пресса называла главными героями сражения Джозефа Хукера и Уильяма Уорда. Впоследствии творцом победы стали считать Джорджа Томаса, который лично руководил войсками левого фланга.
После сражения Лоринг и его бригадные командиры обвиняли в неудаче дивизию Мэни, которая позволила противнику на своём фронте открыть фланговый огонь по наступающим частям Лоринга. Харди считал, что сражение было проиграно потому, что в критический момент у него забрали дивизию Клейберна. Худ хвалил наступление Стюарта, а про Харди сказал, что тот командовал лучшими войсками армии, но не добился никакого результата.
Многие южане винили в неудаче Худа, и так же поступили впоследствии многие историки. Они писали, что он начал атаку слишком поздно, не успел застать Томаса на переправе (такого мнения придерживался Джеймс Макдоно), а потом бросил армию во фронтальную атаку на укрепления. Альберт Кэстел писал, что эта критика несправедлива и базируется на незнании или игнорировании фактов. Худ изначально не собирался атаковать Томаса при переправе, он рассчитывал застать всю его армию на южной стороне реки. Но и если бы он начал атаку в 13:00, это ничего не изменило бы, поскольку Томас к тому времени уже перешёл реку. Смещение корпусов не испортило, а даже улучшило положение армии Худа. И только три бригады федералов успели построить укрепления, но они им не помогли. Остальные же бригады сражались без укреплений, как Худ и рассчитывал.
Генерал Стюарт винил в неудаче Худа, утверждая, что тот отсутствовал на поле боя во время сражения. Расселл Бондс писал, что это обвинение выглядит особенно нелепо, так как Худ во время сражения находился именно в штабе Стюарта.
Кэстел видел три причины поражения. Корпус Харди атаковал вслепую, из-за чего дивизия Бейта фактически не была задействована, и эта атака была настолько плохо скоординирована, и шла так нерешительно (особенно на участке дивизии Мэни), что это позволило дивизии Ньютона отбить их почти без потерь, и наличие укреплений у двух бригад тут никак не повлияло. Дивизия Стюарта была близка к успеху и сумела нанести противнику больший урон, чем понесла сама, но при всей её решительности эта атака была успешна потому, что застала XX корпус в стадии развёртывания. Однако, всего четыре бригады Стюарта атаковали девять бригад XX корпуса, и им не хватило сил. Таким образом, там, где южане были сильны, они сражались плохо. А там, где они сражались хорошо, они были слишком слабы. «В этом суть всей истории Пичтри-Крик».
Британский военный историк Лиддел Гарт полагал, что сражение пошло так, как пошло, потому что Макферсон был первым по успеваемости в выпуске Вест-Пойнта 1853 года, а Худ 44-м в том же выпуске. Будь Худ умнее, он не пропустил бы угрозу со стороны Декейтера, а будь Макферсон менее академичным, он рискнул бы решительно рвануться вперёд и захватить Атланту. Джеймс Макдоно писал, что это может и упрощённый анализ, а может и нет.

### Статьи
- Steven J. Adolphson. An Incident of Valor in The Battle of Peach Tree Creek, 1864 (англ.) // The Georgia Historical Quarterly. — Georgia Historical Society, 1973. — Vol. 57, iss. 3. — P. 406—420.